# Rudy Zavala
Rudy Zavala (ur. 15 listopada 1968 w Rosemead zm. 4 lipca 1998 r., tamże) – amerykański bokser kategorii superkoguciej.

## Kariera zawodowa
Jako zawodowiec, Zavala zadebiutował 26 marca 1990 r., pokonując w debiucie innego debiutanta - Rafaela Martineza. Niecały miesiąc później odbył się rewanż i ponownie zwyciężył Zavala, ale tym razem przed czasem. Do końca 1991 r., Zavala stoczył kolejnych 13 wygranych pojedynków, z czego tylko 12 wygrał przez nokaut. 15 lutego 1992 r., Zavala zmierzył się z Johnnym Vasquezem. Po 8 rundach decyzją większości został ogłoszony remis. Do rewanżu doszło 18 kwietnia i tym razem jednogłośnie na punkty zwyciężył Zavala, zdobywając pas Ameryki Północnej w kategorii superkoguciej. 
19 czerwca 1992 r., niepokonany w siedemnastu pojedynkach, Zavala zmierzył się z byłym mistrzem świata w kategorii superkoguciej, Pedro Décimą. Były ćwierćfinalista olimpijski z Los Angeles, Décima przegrał pojedynek przez techniczny nokaut w 6. rundzie, będąc wcześniej trzykrotnie liczony. W kolejnym pojedynku, 23 lipca 1992 r. rywalem Zavali był również były mistrz świata, rodak Jesus Salud. Już w pierwszej rundzie, niepokonany obrońca tytułu NABF, Zavala nabawił się rozcięcia nad okiem, które przeszkadzało mu podczas walki. Po zaciętym pojedynku, w 8. rundzie sędzia postanowił przerwać pojedynek ze względu na rozcięcia nad okiem Zavali. Zavala do przerwania pojedynku wyprowadził 286 celnych ciosów a jego rywal, Salud aż 385. 
Po pokonaniu 4 kolejnych rywali, w tym m.in. amatorskiego mistrza USA Jeremy'ego Coffee, Zavala 17 lipca 1993 r., zmierzył się z Kennedym McKinneyem. Niepokonany McKinney zwyciężył przez techniczny nokaut w 3. rundzie i udanie obronił tytuł. Zavala powrócił 25 marca 1994 r., nokautując w 2. rundzie Jamesa Lonakera. Po wygranej z Lonakerem, Zavala stoczył jeszcze 9 pojedynków, z czego wygrał tylko 3. Ostatnią walkę stoczył 23 września 1997 r., przegrywając na punkty z Tracym Pattersonem.

## Śmierć
Rudy Zavala zmarł 4 lipca 1998 r. w wypadku samochodowym na ruchliwej autostradzie w Rosemead.